# Nawo Kawakita
Nawo Kawakita (ナヲ) (Hachiōji, 16 de diciembre de 1975) es la baterista de la banda Maximum The Hormone, cofundadora de la banda junto a Daisuke Tsuda y hermana del guitarrista Ryu Kawakita (Maximum the Ryu - マキシマムザ亮君). 
En la banda, además de tocar la batería, es vocalista y en ocasiones voz de fondo, su estilo es pesado como el estilo del grupo, pero su voz es más de estilo pop. Sus principales influencias son Unicorn y Ringo Shiina.

## Carrera
Nawo fundó la banda junto con Daisuke Tsuda, Sugi y Key en 1998, en la que se encargaba de tocar la batería y hacer voces de fondos. Después de la salida de Sugi y Key, Nawo invitó a su hermano Ryu Kawakita a unirse a la banda como guitarrista y vocalista melódico, ya que a ella le gustaba cómo tocaba la guitarra y también su voz.
Nawo destacó entre varias integrantes femeninas de otras bandas, ya que a pesar de su estilo pop, podía transformarlo y convertirlo en fondo para géneros más pesados como el hardcore punk, metalcore y nu metal
Hasta el momento Nawo ha grabado con la banda los álbumes A.S.A. Crew (1999), Ootori (Hou) (鳳 (ほう), 2001) Mimi Kajiru (耳噛じる, 2002), Kusoban (糞盤, 2004), Rokkinpo Goroshi (ロッキンポ殺し, 2005) Buiikikaesu (ぶっ生き返す, 2007) y Yoshu Fukushu (予襲復讐 , 2013)